# Gyimes vasútállomás
A gyimesi vasútállomás 1895-1897 épült mint határállomás, Ehhez hasonló állomásépületet egész Erdélyben nem találunk, a velencei és a fiumei állomásokhoz hasonlítják.
Méretei: 107,8 x 13 méter, 2 km távolságra épült az egykori magyar-román határtól. Kétszintes épület, a földszinten vasút és vámhivatal, a pénzügyőrség hivatalai voltak mindkét állam részére, valamint két tágas váróterem. Az egyik a királyi váróterem volt, a másikban egy patkó alakú 0,6 m magas pult, külön rekeszekkel a csomagok részére,  itt történt a vámvizsgálat. Innen nyílt a jegypénztár és az első és másodosztályú várótermek.
Az emeleten a Sissi szoba, dór oszlopokkal diszített és reliefben képzett mennyezettel. A szobák nagy része sajnos ma már nem látogatható.
A vasút felől MÁV szabvány szerinti perontető épőlt, ma már ez sincs meg. Az állomásépületen kívül épült még fűtőház, mozdony és kocsijavító műhely, mozdonyfordító,egy kétszintes épület amelyben a vontatási személyzet laktanyája és irodák voltak.